# Santa Cruz de Minas
Santa Cruz de Minas è un comune del Brasile nello Stato del Minas Gerais, parte della mesoregione di Campo das Vertentes e della microregione di São João del-Rei.
È il comune più piccolo dello Stato del Minas Gerais e del Brasile in area territoriale.